# Бякін Ілля Володимирович
Ілля Володимирович Бякін (рос. Илья Владимирович Бякин, нар. 2 лютого 1963, Свердловськ, РРСФР, СРСР) — радянський хокеїст, що грав на позиції захисника. Олімпійський чемпіон. Заслужений майстер спорту СРСР.

## Спортивна кар'єра
Вихованець свердловського спортклубу «Юний спартаківець». З 1978 року грав за місцеву команду «Луч», а рік потому — за «Юність». Чемпіон СРСР серед юніорів 1980 року. У фінальній групі свердловська команда «СКА-Юність» здобула перемоги у всіх матчах: з челябінським «Трактором» (14:1), московськими ЦСКА (6:5) і «Спартаком» (6:4). Партнер Бякіна Олег Старков був визнаний кращим нападником, а Леонід Трухно — кращим бомбардиром. Наступного року здобуває «срібло» і звання кращого захисника молодіжної першості Радянського Союзу. Цього разу свердловський «Луч» переміг мінську «Юність» (9:4), московський ЦСКА (5:1) і поступився переможцям — команді «Крила Рад» (3:5).
1981 року юніорська збірна СРСР здобула 8-й титул чемпіонів Європи. Під керівництвом Євгена Зиміна грало семеро хокеїстів з «Автомобіліста»: Леонід Трухно, Олег Старков, Олексій Анісімов, Сергій Жебровський, Андрій Мартем'янов, Сергій Горбунов і Ілля Бякін. На молодіжному чемпіонаті світу-1982 радянська команда посіла четверте місце, а Бякіна включили до символічної збірної турніру. Наступного сезону колектив Анатолія Кострюкова і Ігоря Тузика став переможцем, а Бякіна знову обрали до символічної збірної і визнали найкращим захисником турніру.
1993 року був обраний на драфті НХЛ під 267-м загальним номером командою «Едмонтон Ойлерс».
Протягом професійної клубної ігрової кар'єри, що тривала 23 років, захищав кольори команд «Едмонтон Ойлерс», «Сан-Хосе Шаркс», «Спартак» (Москва), «Автомобіліст», ЦСКА (Москва), «Лада» та «Авангард» (Омськ).
Загалом провів 57 матчів у НХЛ.
Був гравцем молодіжної збірної СРСР, у складі якої брав участь у 19 іграх. Виступав за дорослу збірну СРСР, на головних турнірах світового хокею провів 57 ігор в її складі.

## Статистика
Клубні виступи:
| Сезон          | Клуб                       | Ліга           | Регулярний сезон | Регулярний сезон | Регулярний сезон | Регулярний сезон | Регулярний сезон | Плей-оф | Плей-оф | Плей-оф | Плей-оф | Плей-оф |
| Сезон          | Клуб                       | Ліга           | І                | Г                | П                | О                | ШХ               | І       | Г       | П       | О       | ШХ      |
| -------------- | -------------------------- | -------------- | ---------------- | ---------------- | ---------------- | ---------------- | ---------------- | ------- | ------- | ------- | ------- | ------- |
| 1979–80        | «Колос» (Каргапольє)       | СРСР-4         | 2                | 1                | 0                | 1                | 4                | —       | —       | —       | —       | —       |
| 1980–81        | «Автомобіліст»             | СРСР-2         | 45               | 4                | 2                | 6                | 16               | —       | —       | —       | —       | —       |
| 1981–82        | «Автомобіліст»             | СРСР-2         | 54               | 11               | 16               | 27               | 99               | —       | —       | —       | —       | —       |
| 1982–83        | «Автомобіліст»             | СРСР-2         | 53               | 12               | —                | —                | —                | —       | —       | —       | —       | —       |
| 1983–84        | «Спартак» (Москва)         | СРСР           | 44               | 9                | 12               | 21               | 26               | —       | —       | —       | —       | —       |
| 1984–85        | «Спартак» (Москва)         | СРСР           | 46               | 7                | 11               | 18               | 56               | —       | —       | —       | —       | —       |
| 1985–86        | «Спартак» (Москва)         | СРСР           | 34               | 8                | 7                | 15               | 41               | —       | —       | —       | —       | —       |
| 1986–87        | «Автомобіліст»             | СРСР           | 0                | 0                | 0                | 0                | 0                | 28      | 11      | 7       | 18      | 28      |
| 1987–88        | «Автомобіліст»             | СРСР           | 30               | 10               | 10               | 20               | 37               | —       | —       | —       | —       | —       |
| 1988–89        | «Автомобіліст»             | СРСР           | 40               | 11               | 9                | 20               | 53               | —       | —       | —       | —       | —       |
| 1989–90        | «Автомобіліст»             | СРСР           | 27               | 14               | 5                | 19               | 20               | 21      | 6       | 10      | 16      | 18      |
| 1990–91        | ЦСКА (Москва)              | СРСР           | 29               | 4                | 7                | 11               | 20               | —       | —       | —       | —       | —       |
| 1991–92        | «Рапперсвіль-Йона Лейкерс» | Швейцарія-2    | 36               | 27               | 42               | 69               | 36               | 10      | 10      | 12      | 22      | 15      |
| 1992–93        | «Ландсгут»                 | Німеччина      | 44               | 12               | 19               | 31               | 43               | 6       | 5       | 6       | 11      | 6       |
| 1993–94        | «Едмонтон Ойлерз»          | НХЛ            | 44               | 8                | 20               | 28               | 28               | —       | —       | —       | —       | —       |
| 1993–94        | «Кейп Бретон Ойлерз»       | АХЛ            | 12               | 2                | 9                | 11               | 8                | —       | —       | —       | —       | —       |
| 1994–95        | «Автомобіліст»             | МХЛ            | 4                | 3                | 2                | 5                | 14               | —       | —       | —       | —       | —       |
| 1994–95        | «Сан-Хосе Шаркс»           | НХЛ            | 13               | 0                | 5                | 5                | 14               | —       | —       | —       | —       | —       |
| 1994–95        | «Канзас-Сіті Блейдс»       | ІХЛ            | 1                | 0                | 2                | 2                | 0                | 16      | 4       | 10      | 14      | 43      |
| 1995–96        | «Мальме Редгокс»           | Швеція         | 36               | 10               | 15               | 25               | 52               | 3       | 1       | 0       | 1       | 34      |
| 1996–97        | «Мальме Редгокс»           | Швеція         | 47               | 11               | 14               | 25               | 78               | 4       | 0       | 1       | 1       | 0       |
| 1997–98        | «Лас-Вегас Тандер»         | ІХЛ            | 52               | 3                | 7                | 10               | 40               | —       | —       | —       | —       | —       |
| 1997–98        | «Сан-Антоніо Дрегонс»      | ІХЛ            | 6                | 0                | 1                | 1                | 10               | —       | —       | —       | —       | —       |
| 1998–99        | «Спартак» (Москва)         | Росія          | 21               | 3                | 6                | 9                | 24               | —       | —       | —       | —       | —       |
| 1999–2000      | «Лада» (Тольятті)          | Росія          | 37               | 9                | 13               | 22               | 83               | 7       | 0       | 2       | 2       | 18      |
| 2000–01        | «Лада» (Тольятті)          | Росія          | 35               | 1                | 3                | 4                | 54               | 5       | 0       | 0       | 0       | 6       |
| 2001–02        | ЦСКА (Москва)              | Росія          | 20               | 1                | 9                | 10               | 12               | —       | —       | —       | —       | —       |
| 2002–03        | ЦСКА (Москва)              | Росія          | 27               | 1                | 6                | 7                | 16               | —       | —       | —       | —       | —       |
| 2002–03        | «Авангард» (Омськ)         | Росія          | 15               | 0                | 1                | 1                | 12               | 1       | 0       | 0       | 0       | 0       |
| 2003–04        | «Юність» (Мінськ)          | Білорусь       | 27               | 8                | 14               | 22               | 34               | 10      | 2       | 2       | 4       | 8       |
| 2004–05        | ТХК «Твер»                 | Росія-3        | 8                | 0                | 2                | 2                | 10               |         |         |         |         |         |
| Усього в СРСР  | Усього в СРСР              | Усього в СРСР  | 250              | 63               | 61               | 124              | 253              | 0       | 0       | 0       | 0       | 0       |
| Усього в НХЛ   | Усього в НХЛ               | Усього в НХЛ   | 57               | 8                | 25               | 33               | 44               | 0       | 0       | 0       | 0       | 0       |
| Усього в Росії | Усього в Росії             | Усього в Росії | 155              | 15               | 38               | 53               | 201              | 13      | 0       | 2       | 2       | 24      |

У збірній:
| Рік                | Команда            | Турнір             | Місце              |    | І  | Г  | П  | О  | ШХ |
| ------------------ | ------------------ | ------------------ | ------------------ | -- | -- | -- | -- | -- | -- |
| 1981               | СРСР               | ЮЧЄ                | 1                  | 5  | 1  | 0  | 1  | 8  |    |
| 1982               | СРСР               | МЧС                | 4-е                | 7  | 0  | 4  | 4  | 10 |    |
| 1983               | СРСР               | МЧС                | 1                  | 7  | 1  | 5  | 6  | 6  |    |
| 1988               | СРСР               | ОІ                 | 1                  | 8  | 1  | 4  | 5  | 4  |    |
| 1989               | СРСР               | ЧС                 | 1                  | 9  | 0  | 2  | 2  | 4  |    |
| 1990               | СРСР               | ЧС                 | 1                  | 10 | 0  | 3  | 3  | 8  |    |
| 1991               | СРСР               | ЧС                 | 3                  | 10 | 2  | 1  | 3  | 4  |    |
| 1992               | Росія              | ЧС                 | 5-е                | 6  | 3  | 1  | 4  | 2  |    |
| 1993               | Росія              | ЧС                 | 1                  | 8  | 3  | 4  | 7  | 6  |    |
| 1994               | Росія              | ЧС                 | 5-е                | 6  | 2  | 3  | 5  | 2  |    |
| Молодіжна збірна   | Молодіжна збірна   | Молодіжна збірна   | Молодіжна збірна   | 19 | 2  | 9  | 11 | 24 |    |
| Національна збірна | Національна збірна | Національна збірна | Національна збірна | 57 | 11 | 18 | 29 | 30 |    |